# بنای چه‌سونگ

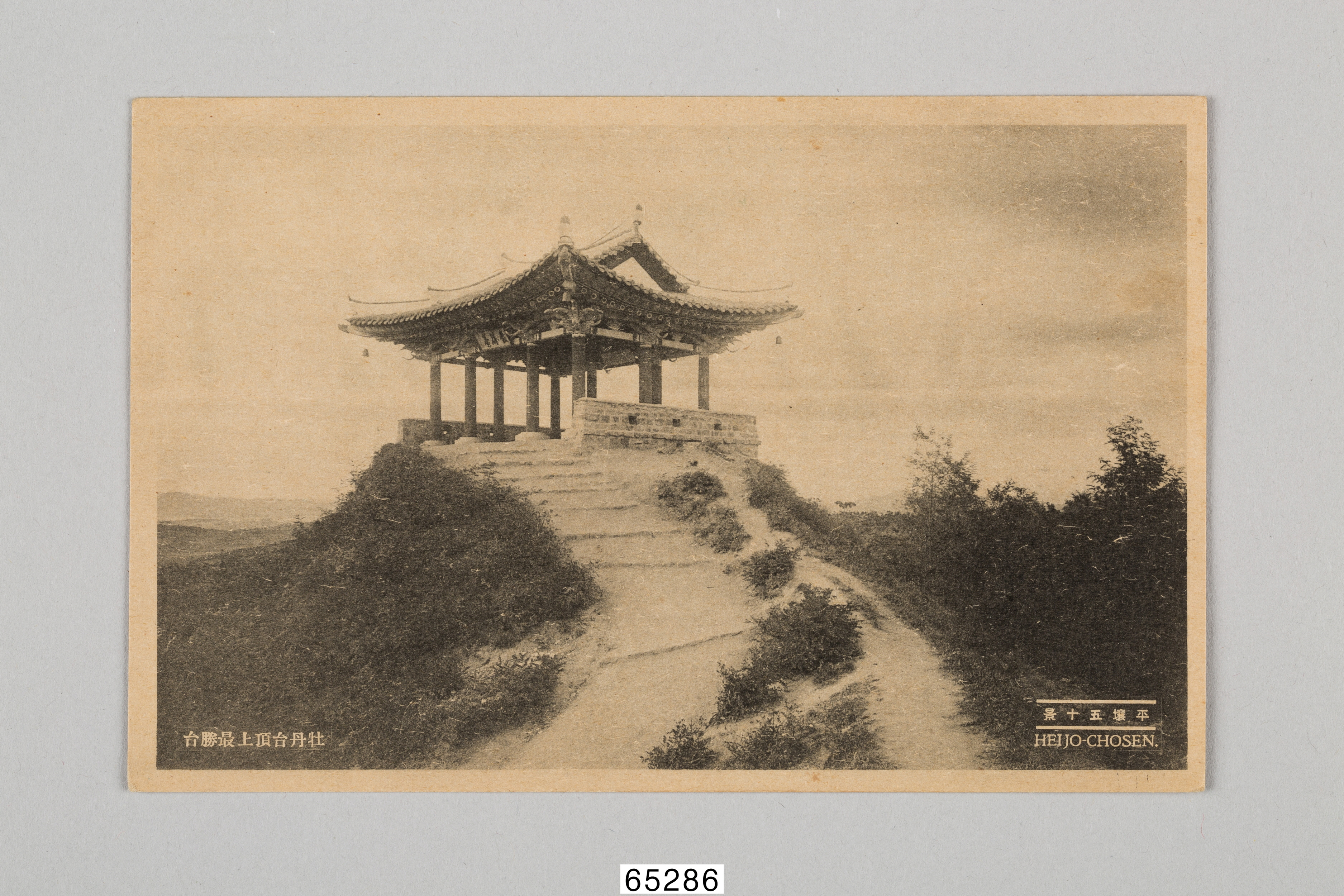
نمای قدیمی از پاویون در کارت پستال

بنای چه‌سونگ (کره‌ای: 최승대) یک سازه تاریخی است که در تپه موران در کیونگسانگ-دونگ، چونگ-گویوک، پیونگ یانگ، کره شمالی واقع شده است. این مکان توسط گوگوریو در اواسط قرن ششم میلادی ساخته شد، و سپس در سال ۱۷۱۶ بازسازی شد. این بنا که یکی از گنجینه‌های ملی کره شمالی است، در بلندترین نقطه تپه و در ارتفاع ۹۵ متری از سطح زمین واقع شده است. این عمارت از جنوب و غرب با قله‌های گرد و کم‌ارتفاعی که توسط سه دره از هم جدا شده‌اند، محدود شده است. این مکان چشم‌اندازهایی از گونه‌های مختلف درختانی که روی تپه رشد می‌کنند، از جمله کاج، نراد، کاج کره‌ای، کاج سه‌برگ، نمدار و صنوبر را ارائه می‌دهد. همچنین می‌توان به صورت فصلی بیش از ۷۰ گونه پرنده را در این مکان مشاهده کرد.
این پاویون در ابتدا «اوسونگ» نامیده می‌شد، اما به دلیل چشم‌اندازهای عالی که داشت، به «چوسونگ» تغییر نام داد؛ این چشم‌اندازها، پاویون را به یک جاذبه گردشگری محلی محبوب تبدیل کرده است.

## توضیحات
طبق گزارش KCNA: «این ساختمان یک طبقه با سقف شیب‌دار و لبه‌های دوجداره، دارای دیوارهای کنگره‌دار و یک سقف کامل است.» این عمارت دارای نمایی به طول ۷٫۳۶ متر و ضلع جانبی ۴٫۶۷ متر است. این عمارت یکی از سازه‌های تاریخی متعدد روی تپه است، از جمله عمارت‌های اولمیل، چونگ نیو و پوبیوک و دروازه‌های چیلسونگ، جونگوم، هیونمو و تونگام.
افسانه‌های محلی می‌گویند که گروهی از پری‌ها از آسمان‌ها به زمین آمدند تا در میان گل‌ها و درختان زیبای فراوان، در اطراف آلاچیق خوش بگذرانند.

### تاریخ نظامی
این سازه (به همراه عمارت اولمیل، که هر دو به عنوان پست‌های فرماندهی عمل می‌کردند) با توجه به موقعیت بالای تپه، توسط نیروهای محلی برای مراقبت از متجاوزان خارجی بالقوه مورد استفاده قرار می‌گرفت. همچنین در طول حمله سامورایی‌ها به کره در دهه ۱۵۹۰، به عنوان پست فرماندهی کونیشی یوکیناگا و ۲۰۰۰ نیروی محافظ عمل می‌کرد و شاهد نبردهای شدیدی در این منطقه، بین ژاپنی‌هایی که منطقه را تصرف کرده بودند و سربازان چینی که پس از آن برای آزادسازی پیونگ یانگ آمده بودند، بود.